# Shiho (ジャズボーカリスト)
Shiho（シホ）は、日本のジャズボーカリストである。元Fried Prideのメンバー。所属事務所は株式会社ホリプロ。

## 人物
ジャズボーカリスト。東京・杉並区生まれ。本名は金澤志保。音楽好きの両親のもとで、7歳からクラシック・ピアノを習い、ロックやソウルなど洋楽にも熱中。高校2年生の時、ピアノ講師の薦めで"ブルーコメッツ"の小田啓義にジャズ・ピアノと発声を師事。
ジャズに目覚めるのは、不朽の名作『ヘレン・メリル・ウィズ・クリフォード・ブラウン』を聴いてから。その一方で、アレサ・フランクリンのコピーに没頭するなどして天賦の歌唱力を掘り起こした。短大に進むと、ピアノの弾き語りでライヴ・ハウスに出演。
2001年に日本人として初の米国コンコードレーベル（日本国内はビクター）よりFried PrideのボーカリストとしてCDデビュー。類いまれな歌唱力を武器に2016年12月のFried Pride活動終了（解散）まで、ブルーノートやビルボードライブを中心に全国各地のジャズライブハウスや東京Jazz、福岡中州Jazz Nightなど多くのジャズイベントに出演。海外でもジャズの本場である米国ブルーノート]・ニューヨーク公演や、世界最大のJazz Fessであるジャカルタのジャカルタ国際ジャワ・ジャズ・フェスティバルをはじめライブハウスやイベントに多数出演し、一躍国内トップジャズボーカリストの仲間入りを果たした。
Fried Prideの活動を通じ、頭突きで瓦を割る女性（武田梨奈）で話題になったセゾンカードのＣＭソング、2016年秋にはルクセンブルクにてオーケストラとの共演、ＴＶ音楽番組ナビゲーター（「Speak in Music」BSフジ）、ミュージカル「ＲＥＮＴ」など舞台にも出演しその才能を多彩に発揮するなど、「ボーカリストShiho」としての知名度を上げた。
解散後はソロ・ジャズボーカリストとしてライブ活動中心に現在も国内外で積極的に行っている中、新たなチャレンジとして武田真治（Sax）、ＴＪＯ（DJ）とＥＤＭユニットでも活動し「ULTRA JAPAN 2017」出演、その後も武田真治とのコンビで和田アキ子50周年記念として日本武道館で開催した「ワダフェス」にも出演した。
2019年6月５日、中洲ジャズナイト公式ソング「Happy Song」も収録された初のソロアルバム「A　Vocalist」をセルフプロデュースによりキングレコードよりリリースした。

## エピソード
- 2001年のデビュー当初、モデルのSHIHOさんとの情報混乱があり現在の「Shiho」に表記を変更した。
- 2004年、島袋寛子の別プロジェクトである「Coco d'Or」のファーストアルバムに島袋寛子がShihoのファンだったため、プロデューサーとしてFried Prideにオファーがき参加した。
- 2007年〜08年、BSフジの「Speak in Music」にジョン・カビラと共に初代ナビゲーターとしてShihoが出演した。
- 2008年「RENT」のオファーがきたが、本人がミュージカルへの抵抗があり泣きながら出演を拒んだが、最終的には出演することとなった。
- 2017年11月アンリ・ルクセンブルク大公国大公殿下（国家元首）訪日時にて安倍首相主催の晩餐会にルクセンブルクで活躍する日本人として招待を受け出席した。
- これまでに、島袋寛子、佐藤竹善、米倉利紀、日野皓正、宇崎竜童、つのだ★ひろ、武田真治、K、TOKU、ケイコ・リー、桑山哲也、マーカスミラー、ガスト・ワルツィング（英語版）などのアーティストと共演してきた。
- WWE（プロレス団体）とスティービー・ワンダーの熱烈なファンである。

## 来歴

### ＜Fried Pride＞
- 2001年～2003年　斑尾Jazz Fes、恵比寿ガーデンホールワンマン、初のブルーノートツアー
- 2004年　米国NYスイートリズム、韓国ソウルHOAM Art Hall、東京Jazz2004
- 2005年　北海道キタオンJazz Fes 2005、岐阜めいほう高原音楽祭
- 2005年　米国ニューヨークブルーノート、タイバンコクFat Fes
- 2006年　岐阜めいほう音楽祭大トリ、くっちゃんジャズフェス、全国クアトロワンマンツアー
- 2007年　佐世保Sunset Jazz Fes
- 2008年　韓国ソウルGeulmot Jazz fes
- 2009年　結成10周年記念ワンマンライブ（東京国際フォーラムＣ、大阪梅田芸術劇場）
- 2010年　札幌シティジャズ初出演、福岡中洲ジャズナイト大トリとして出演
- 2011年　北海道ライジングサンロックフェス出演、南郷サマージャズ、仙台定禅寺ジャズストリートメイン会場出演
- 2012年　メナード化粧品ＣＭソング担当
- 2013年　世界最大のJazz Fes ジャカルタ「International Java Jazz fes」出演
- 2014年　セゾンカードＣＭソング担当
- 2015年　ルクセンブルクサマーJazz Fes出演、スペイン＆イタリア地中海クルーズライブ
- 2016年　ルクセンブルク公演（フランス最古のオーケストラパドルーとの共演）

### ＜Shiho＞
- 2007年　BSフジ「Speak in music」番組MCをジョン・カビラと共に担当
- 2008年　ミュージカル「RENT」ジョアンヌ役で出演
- 2010年　ミュージカル「RENT」ジョアンヌ役で出演（再演）
- 2016年　舞台「BOLERO-モザイクの夢」唯一のヴォーカル担当として出演
- 2017年　安倍総理大臣主催ルクセンブル国家元首来日晩餐会出席
- 2017年　武田真治とのEDMユニットで「ULTRA JAPAN 2017」出演
- 2018年　ルクセンブルク「ニューイヤーコンサート」出演
- 2018年　福岡中洲ジャズナイト公式ソングをShihoソロとして担当
- 2019年　初のセルフプロデュースによるShihoソロアルバム「A　Vocalist」をキングレコードより発売

## 作品

### 配信限定
|     | タイトル    | 発売日 | 形態                   |       | 備考                                    |
| --- | ----------- | ------ | ---------------------- | ----- | --------------------------------------- |
| 1st | Another Sky | 2017年 | デジタル・ダウンロード | Shiho | 武田真治＆TJO＆ShihoによるEDMユニット。 |
| 2nd | Happy Song  | 2018年 | デジタル・ダウンロード | Shiho | 福岡中洲ジャズナイト公式ソング。        |

### アルバム
|      | タイトル             | 発売日 | 形態 |             | 備考                                               |
| ---- | -------------------- | ------ | ---- | ----------- | -------------------------------------------------- |
| 1st  | Fried Pride          | 2001年 | CD   | Fried Pride | 米国コンコード、国内ビクター                       |
| 2nd  | STREET WALKING WOMAN | 2002年 | CD   | Fried Pride |                                                    |
| 3rd  | HEAT WAVE            | 2003年 | CD   | Fried Pride | TBSブロードキャスターエンディングテーマ収録。      |
| 4th  | THAT'S MY WAY        | 2004年 | CD   | Fried Pride | マーカスミラー、マイニエリ、ゴールドスタイン共演。 |
| 5th  | Tow,too              | 2005年 | CD   | Fried Pride | オリコン月間ジャズチャート３位                     |
| 6th  | Musicream            | 2006年 | CD   | Fried Pride | オリコン月間ジャズチャート３位                     |
| 7th  | MILESTON             | 2008年 | CD   | Fried Pride | ベスト盤。                                         |
| 8th  | A TIME FOR LOVE      | 2009年 | CD   | Fried Pride | 日野皓正共演。                                     |
| 9th  | For You Smile        | 2011年 | CD   | Fried Pride |                                                    |
| 10th | LIFE                 | 2012年 | CD   | Fried Pride | メナード化粧品CMソング収録。                       |
| 11th | EVERGREEN            | 2013年 | CD   | Fried Pride | 中洲ジャズナイト公式ソング収録。                   |
| 12th | ROCK'S               | 2014年 | CD   | Fried Pride | セゾンカードCMソング収録。                         |
| 13th | ラストライヴ！       | 2017年 | CD   | Fried Pride | ルクセンブルク公演でのライヴ盤。                   |
| 14th | A Vocalist           | 2019年 | CD   | Shiho       | 中洲Jazz公式ソング「Happy Song」収録。             |